# بازگشت به سایلنت هیل
بازگشت به سایلنت هیل (به انگلیسی: Return to Silent Hill) یک فیلم وحشت روان‌شناختی به کارگردانی کریستف گان است که با همکاری ساندرا وو-آن و ویل اشنایدر نوشته شده‌است. در این فیلم جرمی ایروین و هانا امیلی اندرسون نقش آفرینی می‌کنند که بر اساس بازی ویدیویی سایلنت هیل ۲ توسط کونامی ساخته شده‌است. این فیلم به عنوان سومین قسمت از مجموعه فیلم‌های سایلنت هیل و همچنین به عنوان یک بازراه‌اندازی این فرنچایز عمل می‌کند.
تولید فیلم در اکتبر ۲۰۲۲ به طور رسمی با چراغ سبز روشن شد و فیلمبرداری در آلمان و اروپای شرقی در آوریل ۲۰۲۳ آغاز شد.

## فرض داستان
جیمز پس از جدا شدن از همسرش ویران شده‌است و نامه ای مرموز دریافت می‌کند که او را به شهری به نام سایلنت هیل بازمی‌گرداند، جایی که امیدوار است او را پیدا کند. با این حال، او متوجه می‌شود که شهر توسط یک نیروی بدخواه ناشناخته تغییر کرده‌است و همان‌طور که او به عمق شهر می‌رود، چهره‌های وحشتناک آشنا و ناآشنا را پیدا می‌کند. او با شک به ثبات ذهنی خود سعی می‌کند واقعیت را درک کند و امیدوار است به اندازه کافی قوی بماند تا معشوق خود را نجات دهد.

## بازیگران
- جرمی ایروین در نقش جیمز ساندرلند[۱]
- هانا امیلی اندرسون در نقش ماری[۳]

## تولید

### توسعه و نوشتن
در ژانویه ۲۰۲۰، کریستف گان کارگردان سایلنت هیل (۲۰۰۶) به مجله فرانسوی آلوسینه گفت که در حال نوشتن فیلمنامه‌های جدید بر اساس مجموعه سایلنت هیل و فیتال فریم با همراهی تهیه‌کننده ویکتور هادیدا است. او بعداً توضیح داد که این اثر دنباله مستقیم سری فیلم‌های ۲۰۰۶–۲۰۱۲ نیست و حساسیت‌های او از زمان اکران فیلم اول تکامل یافته‌است. او همچنین این سری را به عنوان گلچینی شبیه به منطقه نیمه‌روشن توصیف کرد، جایی که هر داستانی را می‌توان در آن روایت کرد و قصد داشت جنبه روانکاوانه تری را در شهر به تصویر بکشد.
این فیلم که توسط گان، ساندرا وو-آن و ویل شنایدر نوشته شده‌است، اقتباسی از بازی ویدیویی سایلنت هیل ۲ است. گان در سپتامبر ۲۰۲۲ گفت که استوری‌بردهای فیلم را تمام کرده‌است و این فیلم از پی.تی.، تیزر بازی لغو شده سایلنت هیلز الهام گرفته‌است. در اکتبر ۲۰۲۲، تولید فیلم با عنوان بازگشت به سایلنت هیل به طور رسمی چراغ سبز روشن شد. گان با کونامی همکاری کرد تا زیبایی‌شناسی جدیدی را برای هیولاها ایجاد کند، از جمله آنهایی که در فیلم قبلی او همانند کله‌هرمی به نمایش گذاشته شده بودند.

### فیلمبرداری
تصویربرداری اصلی از آوریل تا ژوئیه ۲۰۲۳ انجام شد. فیلمبرداری در شهرهای مونیخ، پنزینگ، نورنبرگ و دریاچه آمر آلمان انجام شد. این محصول یک میلیون یورو از برنامه بودجه رسانه‌ای FFY بایرن آلمان دریافت کرد.